# Juarina
Juarina is een gemeente in de Braziliaanse deelstaat Tocantins. De gemeente telt 2.185 inwoners (schatting 2009).